# هجوم أورومتشي أبريل 2014
في 30 أبريل 2014، وقع هجوم بالقنابل والسكاكين في مدينة أورومتشي الصينية، وأسفر الحادث عن مقتل ثلاثة أشخاص وإصابة تسعة وسبعين آخرين. وتزامن الهجوم مع اختتام زيارة شي جين بينغ الأمين العام للحزب الشيوعي الصيني إلى المنطقة.
في حوالي الساعة 7:10 مساءً بالتوقيت المحلي، قام زوج من المهاجمين بمهاجمة الركاب بالسكاكين والمتفجرات في محطة السكك الحديدية بالمدينة، وأغلقت الشرطة جميع المداخل إلى المحطة في أعقاب الهجوم، ولكن أعيد فتحها في الساعة 9 مساءً مع تشديد الإجراءات الأمنية. وليس من المعروف عدد الأفراد الذين شاركوا في الهجوم، ولكن يشتبه في وجود شخصين. أعلن الحزب الإسلامي التركستاني مسؤوليته عن الهجوم.